# 楊玄
楊玄（4世紀—429年），氐人，是425年至429年間的仇池（今中國甘肅南一帶）首領。
楊玄是上任首領楊盛之子。楊盛死後，玄自稱都督隴右諸軍事、征西大將軍、開府儀同三司、秦州刺史、武都王。楊玄不再使用東晉義熙年號，改用宋的元嘉年號。429年楊玄病死，私諡曰孝昭王。
| 前任： 楊盛 | 仇池首領 425年—429年 | 繼任： 楊保宗 |